# جان گوفمان
جان گوفمان (انگلیسی: John Gofman؛ زاده ۲۱ سپتامبر ۱۹۱۸ - درگذشته ۱۵ اوت ۲۰۰۷) یک دانشمند در زمینه زیست‌شناسی، شیمی، و فیزیک بود.
گوفمان به‌عنوان یک مدافع هشدار‌دهنده در مورد خطرات ناشی از انرژی هسته‌ای عمل کرد. از سال 1971 به بعد، او رئیس کمیته مسئول انرژی هسته‌ای بود.  